# Seznam postav seriálu Cleveland show
Toto je seznam postav seriálu Cleveland show. Zahrnuje hlavní a vedlejší postavy, které se vyskytují v americkém animovaném komediálním seriálu Cleveland show, tedy především rodiny Brownovy a Tubbsovy a další obyvatele města Stoolbend ve Virginii.

## Hlavní postavy
- Cleveland Brown (namluvený v originále Mikem Henrym, v českém znění Tomášem Juřičkou[1]) je hlavní protagonista seriálu, Afroameričan středního věku, který žil nějaký čas v Quahogu (prvních šest řad seriálu Griffinovi), odkud se po rozvodu s Lorettou Brownovou odstěhoval zpět do svého rodného města Stoolbendu (od 7. řady se v Griffinových přestal vyskytovat). Sem přichází za svou středoškolskou láskou Donnou, s níž se následně ožení a začne nový život.[2]
- Donna Tubbsová-Brownová (namluvená v originále Sannou Lathan, v českém znění Lucií Kožinovou[1]) je Clevelandova středoškolská láska, jeho někdejší city však neopětovala, provdala se za Roberta, s nímž měla dvě děti (Robertu a Rally), než se rozvedli.[3]
- Cleveland Brown junior (namluvený v Cleveland show Kevinem Michaelem Richardsonem, původně v seriálu Griffinovi Mikem Henrym, v českém znění Ivanem Jiříkem[1]) je Clevelandův syn z prvního manželství, hyperaktivní, obézní, změkčilý, chytrý a tajnůstkářský.[4]
- Roberta Tubbsová (namluvená v prvních 13 dílech Niou Long, od 14. dílu Regan Gomez-Preston, v českém znění Janou Páleníčkovou[1]) je šestnáctiletá volnomyšlenkářská dcera Donny a Roberta, chodí na střední školu a vídá se s Federlinem Jonesem.[5]
- Rallo Tubbs (namluvený v originále Mikem Henrym, v českém znění Michalem Holánem[1] a Janem Maxiánem) je pětiletý vzdorovitý syn Donny a Roberta. Ačkoli už žije s otčímem Clevelandem, má stále za vzor svého biologického otce Roberta.[6]

## Příbuzní
- Evelyn Brownová
- LeVar Brown
- Robert Tubbs
- teta Momma
- Dee Dee Tubbsová
- Cecilia Brown
- Leonard
- Brian & DeBrian

## Sousedi

### Rodina medvědů
- medvěd Tim (v českém znění Daniel Rous[1])
- medvěd Arianna
- medvěd Raymond

### Rodina Krinklesacových
- Lester Krinklesac (v českém znění David Suchařípa[1])
- Kendra Krinklesacová
- Ernie Krinklesac
- Princesna

### Rodina Richterových
- Holt Richter (v českém znění Zbyšek Pantůček[1])
- paní Richterová

## Obyvatelé Stoolbendu

### Watermanova kabelovka
- Lloyd Waterman
- Terry Kimple
- Arch
- Aaron

### Stoolbendská střední škola
- Wally Farquhare
- Derek
- Laine
- Kyle
- Reggie
- Oliver Wilkerson
- Kenny West

### Harperova mateřská škola
- Hadassah Lowensteinová
- Julius
- Walt
- Bernard Bernard
- Theodore Parker Jr III
- Hot Wheels

## Ostatní
- Gabriel Friedman
- Karel McFall
- Gus  Bartender
- Murray
- Angus
- Gordy
- Dr. Fist
- Pan Ploutvyčka
- Saraha Friedmanová
- Saul Friedman
- Yvette
- Dwayne Meighan
- Donny
- Larry Box